# Chapanaghtin
Chapanaghtin, jedna od bivših bandi Atfalati Indijanaca, porodica kalapooian, koji su u ranom 19. stoljeću živjeli sjeverno od Hillsboroa, na području današnjeg okruga Washington u Oregonu. Kod Gatscheta stoji Tchapanaxtin.